# Boëtius à Bolswert

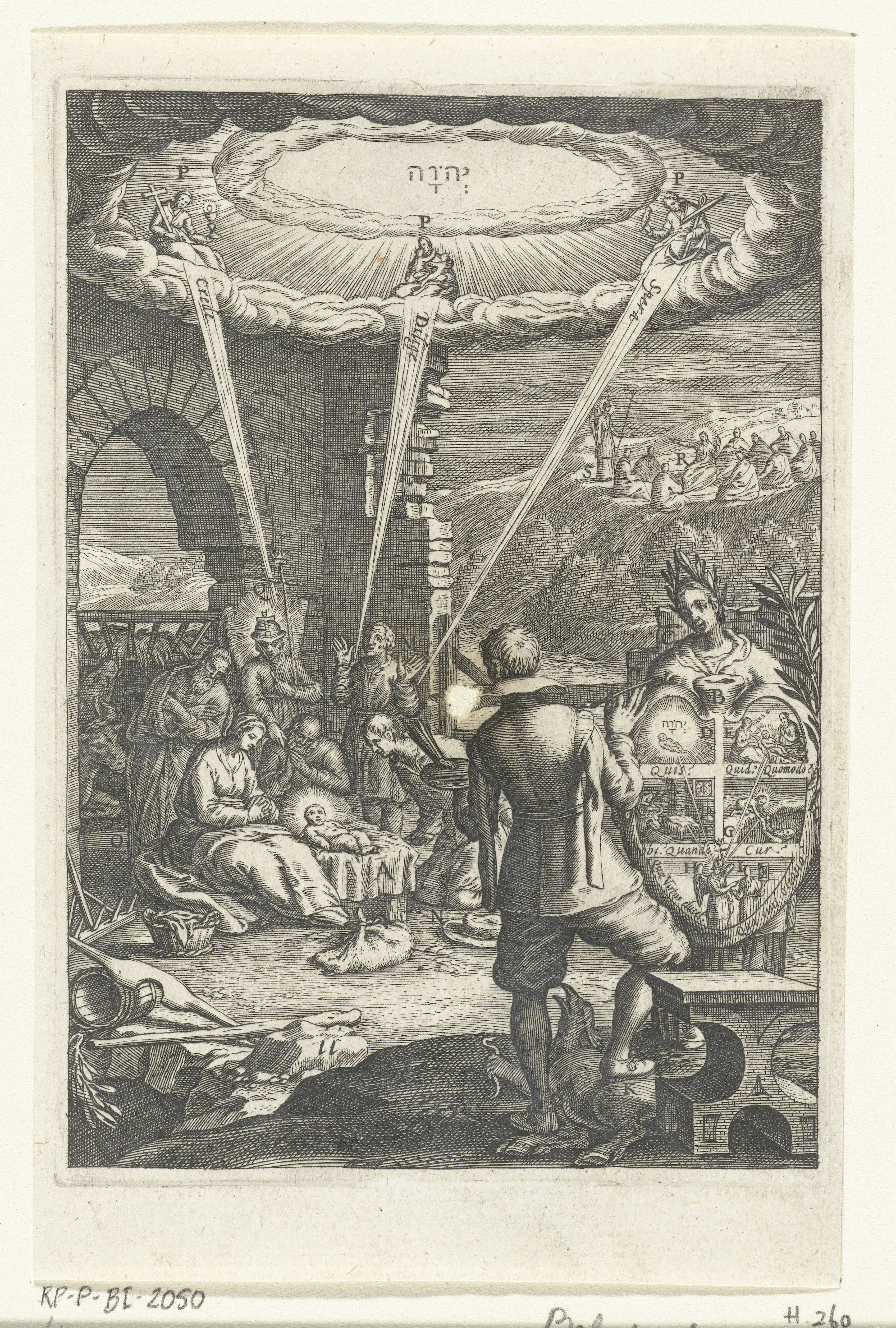
Examine defectus tuos. Ilustración de Antonius Sucquet, Via vitae Aeternae, Amberes, 1620.

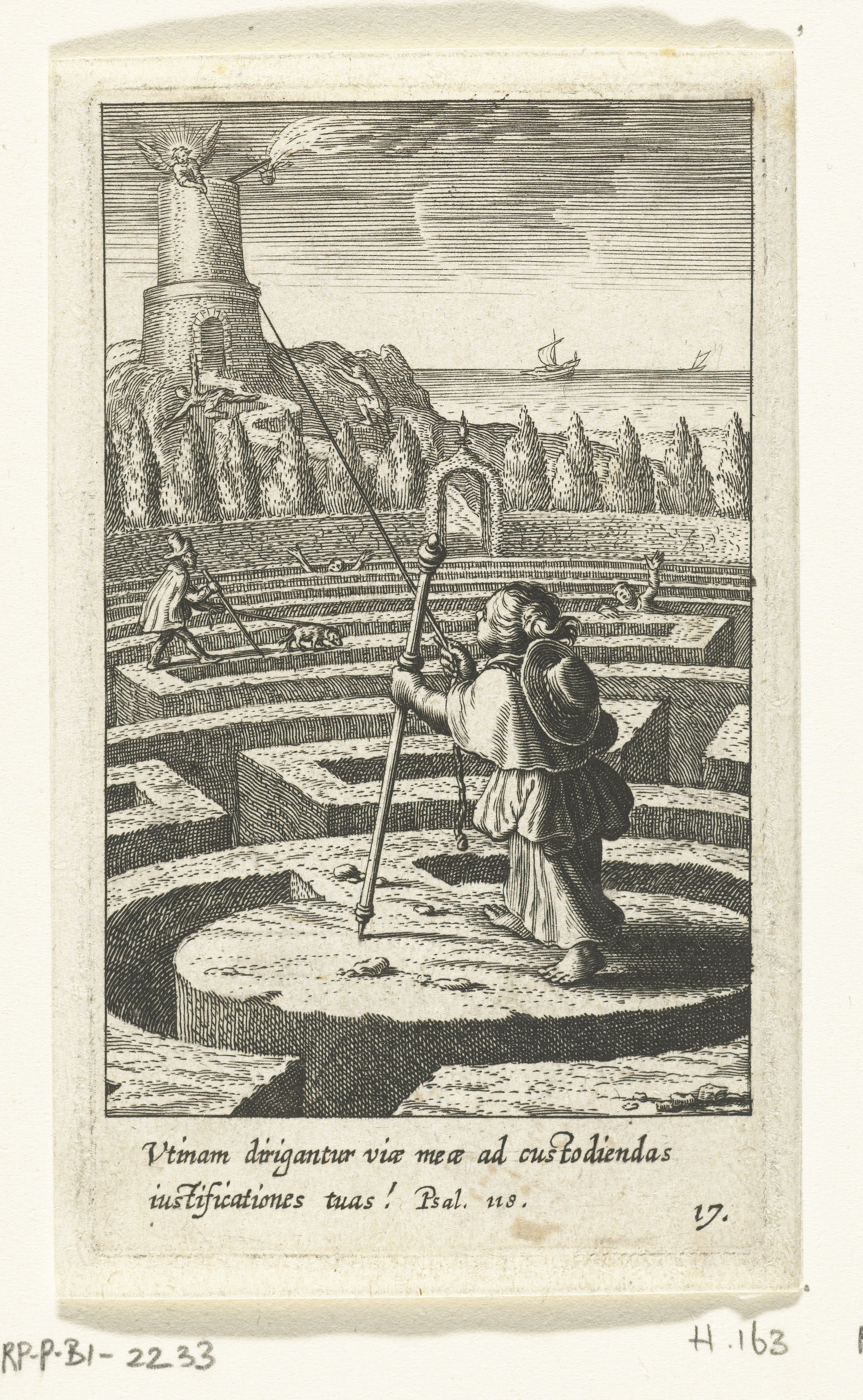
Emblema XVII de Pia Desideria de Herman Hugo, grabado por Boëtius à Bolswert.

Boëtius à Bolswert o Boëtius Adamsz. Bolswert, también conocido como Bodius (Bolsward, ca. 1580-Amberes, 25 de marzo de 1633) fue un grabador calcográfico frisón vinculado a la escuela flamenca y relacionado con Rubens.

## Biografía
Con su hermano Schelte à Bolswert, nacido hacia 1586, se instaló en Ámsterdam donde aparece documentado entre 1611 y 1616. En Ámsterdam o quizá en Utrecht abrió al buril en 1610 las estampas de Los horrores de la guerra de España sobre dibujos del flamenco emigrado David Vinckboons. Grabó también paisajes de Gillis van Coninxloo y retratos de los príncipes de Orange, pero el contacto más fecundo es el que mantuvo con Abraham Bloemaert, del que alguna vez se le ha considerado discípulo. Fruto de la colaboración entre ambos es la colección de retratos imaginarios de veinticinco ermitaños y santos anacoretas y otras santas de la cristiandad primitiva recopilados en las Sylva Anachoretica aegypti Et palaestinae, editadas en Amberes en 1619 con textos explicativos de Hendrick Aertessens. El trabajo parece probable que fuese un encargo del jesuita y hagiógrafo Heribert Rosweyde, precursor de las Acta Sanctorum de los bolandistas.
Hacia 1620 se trasladó a Amberes, donde entre septiembre de ese año y septiembre de 1621 fue admitido como maestro en la guilda de San Lucas. Fiel católico y cercano a los jesuitas, miembro de la congregación mariana para varones solteros promovida por la Compañía, proporcionó las treinta y dos imágenes con que salió ilustrado en Amberes, el mismo año 1620, el libro del padre Antonius Sucquet, Den wech des Eevwich Levens o Via vitae Aeternae, manual de oraciones y meditación ignaciana dividido en tres partes correspondientes a las tres semanas de ejercicios o vías purgativa, iluminativa y unitiva. La obra obtuvo un notable éxito en el siglo XVII, llegando en 1625 a la sexta edición latina. Reimpresa —con los grabados de Bolswet refrescados por un grabador anónimo— en 1623 y 1649, traducida al neerlandés, francés, alemán, polaco, húngaro y, todavía en 1842 al inglés, fue también utilizada como modelo en la primera edición ilustrada de los Ejercicios espirituales de san Ignacio de Loyola (Roma, 1649).
Bolswert colaboró igualmente con otro jesuita de Bruselas, Herman Hugo, en los emblemas del Pia Desideria, uno de los más populares libros de devoción del siglo XVII, impreso en Amberes en 1624 y varias veces reimpreso y reaprovechados sus cuarenta y cinco grabados de diversos modos. Traducidos al castellano por el también jesuita Pedro de Salas, que publicó su versión en Valladolid en 1638 con el título Affectos divinos con emblemas sagradas, los grabados de Bolswert fueron imitados ya en el siglo XVIII, en pinturas al óleo de gran tamaño en medio punto para decorar el claustro de los naranjos del Monasterio de Santa Catalina de Arequipa.
También en 1624 los dos hermanos entraron a trabajar en el taller de Rubens para hacer, bajo la dirección del maestro, grabados de algunos de los asuntos por él pintados, como la Lanzada del Museo Real de Bellas Artes de Amberes, o el Juicio de Salomón, de Copenhague, Statens Museum for Kunst, contribuyendo de este modo a extender la fama de Rubens por Europa.